# Васович, Велибор
Ве́либор Ва́сович (серб. Велибор Васовић; 3 октября 1939, Пожаревац, Югославия — 4 марта 2002, Белград, СР Югославия) — югославский футболист.

## Биография

### От «Партизана» до «Аякса»
Черногорец по национальности. Велибор Васович начал свою карьеру в юношеской команде «Партизан», там же играл его брат. Пройдя все этапы юношеской команды, Велибор в шестнадцать лет дебютировал за основную команду. По истечении трёх сезонов Велибор стал одним из лидеров команды.
Васович — один из лучших футболистов Европы 1960-х годов. Играл на позиции центрального защитника или опорного полузащитника, нередко играл на левом фланге обороны. В составе «Партизана» и «Црвены звезды» Велибор стал пятикратным чемпионом Югославии, три раза в составе «Партизана», и дважды в «Црвене звезде». Велибор стал одним из четырёх футболистов, которые играли за два эти непримиримых клуба в чемпионате. После проигрыша в финале Кубка европейских чемпионов «Реалу», в котором Велибор забил мяч за «Партизан», на него обратили внимание селекционеры амстердамского «Аякса». Подписав контракт с «Аяксом», Велибор стал первым иностранным футболистом в истории «Аякса». В составе «Аякса» Васович стал трёхкратным чемпионом Нидерландов, двукратным обладателем Кубка Нидерландов, и в 1971 году капитан «Аякса» в возрасте 32 лет, Велибор Васович наконец поднял над своей головой свой первый Кубок чемпионов, который он не смог выиграть в двух предыдущих финалах.

## Тренерская карьера
В качестве тренера Велибор не снискал особых успехов, тренировал югославские и французские клубы. Также он попробовал себя в качестве теле- и радиокомментатора. Успешно занимался адвокатской практикой.

## Смерть
Васович умер 4 марта 2002 года от внезапного сердечного приступа, который произошёл у него прямо на улице.

## Достижения клубные
- Чемпион Югославии 1961, 1962, 1963, 1964, 1965
- Чемпион Нидерландов 1967, 1968, 1970
- Обладатель Кубка Нидерландов 1968, 1970, 1971
- Обладатель Кубка европейских чемпионов 1971